# Najgłębiej
Najgłębiej – debiutancka EP-ka polskiej piosenkarki i influencerki Moniki Kociołek, wydana 20 czerwca 2025 nakładem własnym w dystrybucji e-Muzyka. Na płycie znajduje się 6 utworów.
Minialbum był promowany trzema singlami: „Mała ja”, „Nie ma Cię tu” oraz „Wonderful”.

## Wydanie
Płyta została wydana nakładem własnym w dniu 20 czerwca 2025 w dystrybucji e-Muzyki. Album został udostępniony w postaci płyty CD, cyfrowego pobrania oraz streamingu. Na płycie znajduje się 6 utworów. Album został wyprodukowany przez Jacka Mrówczyńskiego, Jakuba Laszuka oraz Jeremiego Siejkę.

## Lista utworów
Opracowane na podstawie materiałów źródłowych.
| 1. | „Mała ja”           | 2:44  |
|    |                     |       |
| 2. | „Nie ma Cię tu”     | 2:42  |
|    |                     |       |
| 3. | „Nienawidzę”        | 2:41  |
|    |                     |       |
| 4. | „Pytania do świata” | 2:49  |
|    |                     |       |
| 5. | „Znajomy”           | 2:21  |
|    |                     |       |
| 6. | „Wonderful”         | 3:00  |
|    |                     |       |
|    |                     | 16:17 |
|    |                     |       |

## Notowania

### Pozycja na liście tygodniowej
| Kraj   | Lista         | Pozycja |
| ------ | ------------- | ------- |
| Polska | OLiS – albumy | 56      |